# Joseph Montgomery
Joseph Montgomery (* 23. September 1733 in Paxtang, Dauphin County, Provinz Pennsylvania; † 14. Oktober 1794 in Harrisburg, Pennsylvania) war ein US-amerikanischer Politiker. Zwischen 1780 und 1782 war er Delegierter für Pennsylvania im Kontinentalkongress.

## Werdegang
Joseph Montgomery erhielt eine klassische Ausbildung. Im Jahr 1755 absolvierte er das Princeton College. Anschließend studierte er Theologie. Im Jahr 1761 wurde er zum Geistlichen ordiniert. Zwischen 1761 und 1777 war er als solcher in New Jersey, Delaware und Pennsylvania tätig. Im Jahr 1777 wurde er während des Unabhängigkeitskrieges Kaplan bei einer Einheit aus Maryland. Diesen Posten hatte er bis 1780 inne. Zwischen 1780 und 1782 saß er im Repräsentantenhaus von Pennsylvania und im Kontinentalkongress. Von 1785 bis 1794 war er Notar (Recorder of Deeds and Register of Wills) im Dauphin County. Ab 1786 war er Berufungsrichter am Court of Common Pleas. Joseph Montgomery starb am 14. Oktober 1794 in Harrisburg.